# Glucose-6-phosphat
Glucose-6-phosphat (Synonyme: Robinson-Ester; G-6-P) ist ein organisches Molekül, das im Stoffwechsel fast aller Lebewesen eine wichtige Rolle spielt. Es besteht aus einem Glucose-Molekül (Traubenzucker), an dessen sechstem Kohlenstoffatom ein Phosphatrest angehängt ist. Der normale Gehalt von Glucose-6-phosphat in den Erythrozyten beträgt 39–127 μmol/l.

## Bedeutung
Glucose-6-phosphat ist ein wichtiger Metabolit im Zellstoffwechsel. 
Es entsteht bei der Glycolyse aus Glucose unter Verbrauch von ATP.
Die Hexokinase-Reaktion 
{\displaystyle \mathrm {Glucose+ATP{\text{ }}\xrightarrow {Hexokinase} {\text{ }}G{\text{-}}6{\text{-}}P+ADP} }
wird durch die Enzyme Hexokinase I-IV katalysiert. Die Reaktion ist mit ΔG0' = −13,7 kJ/mol unter Standardbedingungen exergonisch und irreversibel. Unter physiologischen Bedingungen, beispielsweise im Zuge der Glycolyse, beträgt ΔG = −33,9 kJ/mol.
Durch diese Reaktion wird Glucose „aktiviert“, also in ein energiereicheres Molekül umgewandelt. Die dabei eingesetzte Energiemenge wird in später folgenden Reaktionsschritten wieder freigesetzt.
Im nächsten Schritt der Glycolyse wird Glucose-6-phosphat zu Fructose-6-phosphat isomerisiert. Das Enzym, das diese Reaktion katalysiert, ist die Glucose-6-phosphat-Isomerase. Die Glucose-6-phosphat-Isomerase kann durch das Analogon 2-Desoxy-D-glucose gehemmt werden.

## Weitere Reaktionen
1. Glucose-6-phosphat kann im Rahmen des Pentosephosphatzyklus durch das Enzym Glucose-6-phosphat-Dehydrogenase zu 6-Phosphogluconolacton oxidiert werden. Dabei entsteht das für die Fettsäure- und Steroidbiosynthese benötigte NADPH.
Die Stoffwechselkrankheit Glucose-6-phosphat-Dehydrogenase-Mangel ist vor allem in Zentralafrika verbreitet.
2. Im Rahmen der Glycogensynthese kann Glucose-6-phosphat zu Glucose-1-phosphat umgewandelt werden. Diese Reaktion wird durch das Enzym Glucose-6-phosphat-Mutase katalysiert. Das Glucose-1-Phosphat kann dann zu „tierischer Stärke“ (Glykogen) verknüpft werden, was beim Menschen in der Leber geschieht.
3. In der Gluconeogenese entsteht Glucose-6-phosphat aus Fructose-6-phosphat durch die Phosphohexose-Isomerase-Reaktion. 
Im Skelettmuskel ist Glucose-6-phosphat das Endprodukt der Glykogenolyse. 
Im Endoplasmatischen Retikulum der Leber und der Nieren kann Glucose-6-phosphat durch das Enzym Glucose-6-Phosphatase zu Glucose gespalten werden.
Ein Defekt der Glucose-6-Phosphatase führt zur von-Gierke-Krankheit Typ Ia.